# وزغ‌ماهی رنگ‌پریده
وزغ‌ماهی رنگ‌پریده (نام علمی: Ambophthalmos angustus) نام یک گونه از تیره ماهیان کله‌گنده است.